# Comboio Azul

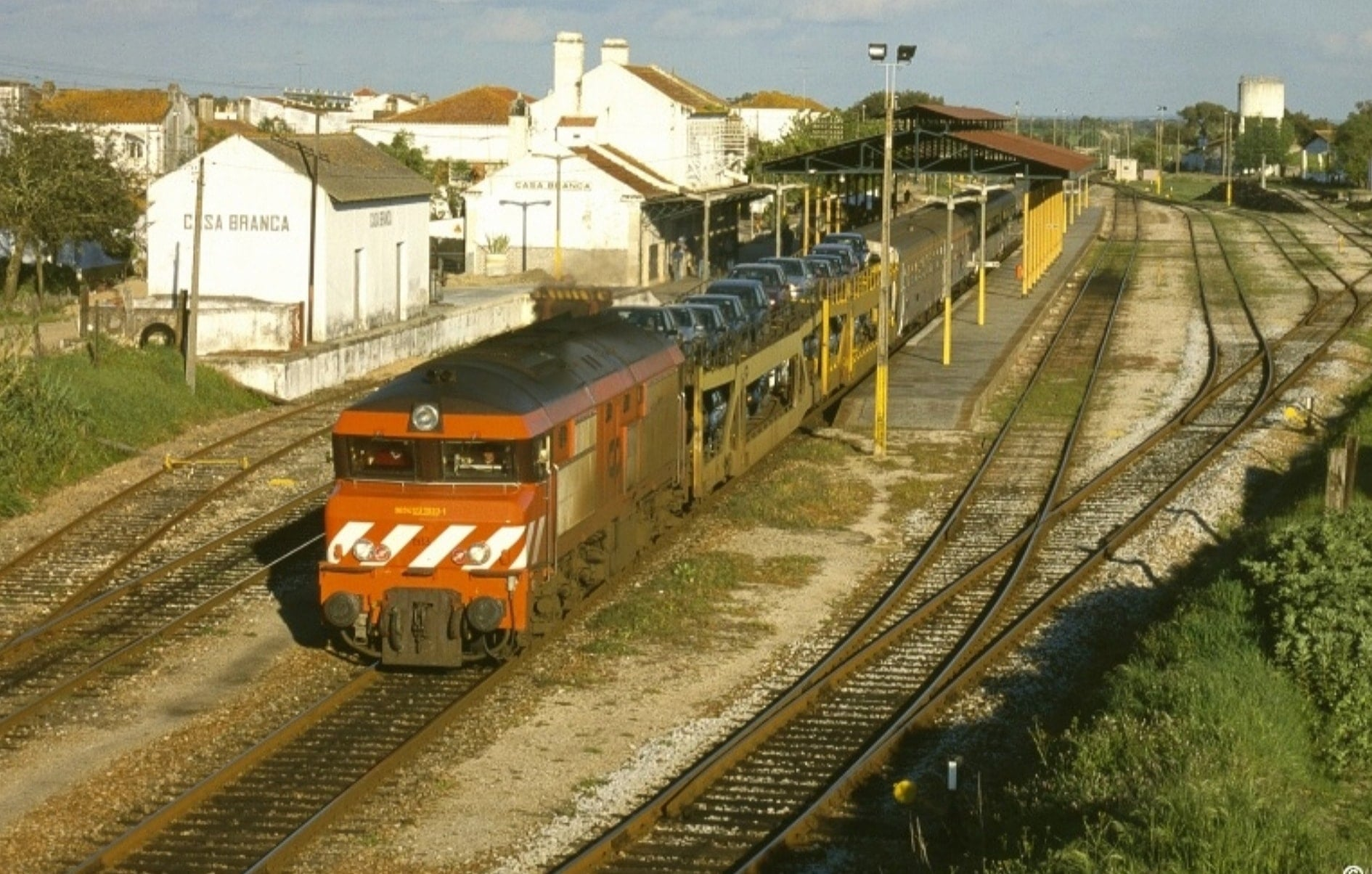
Comboio Azul em passagem por Casa Branca com transporte de automóveis

O Comboio Azul foi um serviço ferroviário da operadora Caminhos de Ferro Portugueses, que ligava a cidade do Porto ao Algarve, em Portugal. Tinha a particularidade de não passar por Lisboa, circulando diretamente entre Santarém e Alcácer do Sal, através da Linha de Vendas Novas.

## Descrição e história
Este comboio ligava a cidade do Porto a vários pontos do Algarve, circulando apenas aos fins de semana. Contava com um serviço de transporte de automóveis, em todo o seu percurso.
O Comboio Azul iniciou-se em 1992. Em 1996, foi complementado com o transporte de automóveis.